# Neuza Inês Back
Neuza Inês Back (Saudades, Santa Catarina, 11 de agosto de 1984) é uma árbitra-assistente de futebol e educadora física brasileira. Atualmente, pertence ao quadro de árbitros da FPF, CBF, CONMEBOL e FIFA.

## Biografia
Neuza é filha de Guerino Back e Carmelita Back. Em 2005, a convite de seu irmão André Luiz, quando ainda cursava a faculdade de Educação Física, iniciou sua história na arbitragem, atuando em partidas amadoras, comandadas pela Liga Maravilhense de Desportos, filiada à Federação Catarinense de Futebol, da qual passou a fazer parte.
Após um ano, participou da avaliação anual da Federação Catarinense de Futebol, da qual foi aprovada e, assim, em 2006, ingressou na Federação.
Em 2007, recebeu convite da Federação Catarinense de Futebol para participar da avaliação promovida pela Confederação Brasileira de Futebol para a composição do primeiro quadro feminino, que ocorreu em outubro de 2007, em Itajaí. Embora tenha sido aprovada no teste, não foi aproveitada no quadro por haver somente três vagas para as cinco candidatas que  tiveram êxito no teste.
Em 2008, estreou no futebol profissional, atuando em jogos do Campeonato Catarinense, e no mesmo ano, recebeu novamente o convite para a avaliação que iria compor o quadro feminino da Confederação Brasileira de Futebol, desta vez, sendo incluída na relação nacional do quadro que era formado apenas para atuar na Copa do Brasil Feminina. Ainda em 2008, decidiu investir na carreira, buscando aperfeiçoamento em um curso de seis meses em Balneário Camboriú, onde foi premiada com o certificado de primeiro lugar da turma do curso de formação para árbitros que a Federação Catarinense de Futebol realizava anualmente.
Em 2009, foi convidada para fazer a avaliação da Confederação Brasileira de Futebol, na qual foi aprovada e assim iniciou sua história na CBF. Sua estreia aconteceu em uma partida da série C, mas também estreou na Série A do Brasileiro em partida realizada no estádio Olímpico em Porto Alegre, entre Grêmio x Barueri.
Nos anos seguintes, em 2010 e 2011, seguiu atuando em competições estaduais e nacionais.
Em 2012 foi comunicada de que seu nome tinha sido incluído na relação de árbitros aspirantes da FIFA, ou seja, Neuza passou a atuar nas partidas internacionais, mas foi promovida em 2014 para a FIFA.
No dia 2 de maio de 2016, foi comunicada pela CBF que representará o país no futebol feminino na Olimpíada do Rio de Janeiro. Por tal feito, foi chamado à Casa Legislativa de seu município natal, para receber uma homenagem.
Em 2018, foi convocada pela Comissão de Árbitros da CONMEBOL para atuar na Copa América Feminina no Chile. Também nesse ano, foi convocada para atuar na CONMEBOL Libertadores Feminina 2018.
Em 2019, atuou no jogo de ida da final da Copa do Brasil, entre Athletico-PR x Internacional. Também participou do Mundial de Futebol Feminino, atuando na semifinal entre Inglaterra e Estados Unidos.
Em 2020, trabalhou pela primeira vez ema partida masculina internacional, Peñarol 1 x 1 Vélez Sarsfield, pela Copa Sul-Americana.
Em 2021, junto de Edina Alves, compôs o primeiro trio de mulheres em uma competição adulta masculina da FIFA, atuando no Mundial de Clubes do Catar. Atuou nas quartas de final entre Tigres e Ulsan Hyundai como auxiliar reserva e como auxiliar no duelo entre Ulsan Hyundai e Al Duhail, pela decisão do quinto lugar do Mundial. Ainda nesse ano, foi selecionada para as Olimpíadas de Tóquio. Em maio desse ano, também com Edina Alves, arbitraram o jogo entre Defensa y Justicia e Independiente del Valle, que foi o primeiro jogo da história da Conmebol Libertadores a ter apenas mulheres na equipe de arbitragem.
Em 2022, foi selecionada para ser assistente na Copa do Mundo do Catar, sendo uma das seis mulheres que pela 1ª vez atuarão no Mundial.